# Liptovská Kokava
Liptovská Kokava és un poble i municipi d'Eslovàquia que es troba a la regió de Žilina, al centre-nord del país.

## Història
La primera menció escrita de la vila es remunta al 1469.

## Demografia
| Godina             | 1994 | 2004    | 2014   | 2024   |
| ------------------ | ---- | ------- | ------ | ------ |
| Nombre de persones | 1175 | 1054    | 959    | 882    |
| Diferència         |      | −10,29% | −9,01% | −8,02% |

| Godina             | 2023 | 2024   |
| ------------------ | ---- | ------ |
| Nombre de persones | 901  | 882    |
| Diferència         |      | −2,10% |